# Cuthbert Dukes
Cuthbert Esquire Dukes, M.D., OBE, (* 24. Juli 1890 Bridgwater, Somerset; † 3. Februar 1977 Wimbledon) war ein englischer Arzt, Pathologe und Schriftsteller, nach dem die Dukes-Klassifikation für Kolorektale Karzinome benannt wurde.
Dukes Schulausbildung fand in Caterham, Surrey, England in der Caterham School statt, sein Studium schloss er an der University of Edinburgh mit einem M.D. im Jahr 1914 ab. Sein Spezialfach war Pathologie, und die Liste seiner Veröffentlichungen ist lang. Er diente in dem Royal Army Medical Corps (RAMC), das während des Ersten Weltkriegs der Rifle Brigade unterstellt war. Für seine Verdienste während seines Dienstes erhielt er den OBE. Nach Kriegsende wurde er Dozent für Bakteriologie am University College in London. 1922 wurde er der erste Pathologe im Team des St. Mark’s Hospital, das im Nordwesten Londons liegt und auf Darmkrankheiten spezialisiert ist. Dort begann er mit seinen Forschungsarbeiten über die Pathologie des Kolorektalen Karzinoms, worüber er mehrere Werke verfasste, insbesondere entstand in dieser Zeit auch die Dukes-Klassifikation.
Als akribischer Forscher, dem es persönliche Befriedigung verschaffte, dass seine Forschungsergebnisse vielen Patienten mit Kolorektalen Karzinomen helfen konnten, verweigerte Dukes in Übereinstimmung mit seinem tiefen Glauben als Quäker alle Ehrungen (außer den guten Wünschen seiner ehemaligen Kollegen) und lebte zurückgezogen in seinem Haus in Wimbledon bis zu seinem Tod mit 86 Jahren.
Er war der jüngere Bruder des britischen Bühnenautors Ashley Dukes und des MI6 Agenten Sir Paul Dukes.